# セコムトセック
セコムトセック株式会社は、警備業や防災関連業務を行う日本の企業。セコム株式会社の連結子会社。旧社名は東芝セキュリティ株式会社。

## 概要
主にかつての親会社であった東芝グループの工場や事業所の警備業務、動力設備および消防・防災設備の保守・点検、受付業務などを手がけている。
セコムは2018年4月16日に、東芝から東芝セキュリティ株式の80.1%を取得することを発表。東芝が保有していた東芝セキュリティ株式の80.1%は同年8月31日付でセコムへ譲渡され、同時に東芝セキュリティはセコムの連結子会社となったと同時に商号をセコムトセック株式会社に変更した。
セコムは、東芝セキュリティを連結子会社化し、セコムトセックに商号変更したことで、工場など大型施設における警備のノウハウ活用を目指すとしている。

## 沿革
- 1990年7月2日 - 東芝セキュリティとして、東芝から警備部門を分社化する形で設立。
- 1994年4月 - 消防設備点検業務を開始。
- 1995年4月 - 機械警備業務を開始。
- 1999年10月 - 動力設備監視業務を開始。
- 2008年1月 - 本社を川崎市川崎区へ移転。
- 2018年8月31日 - 東芝が保有していた株式の内、80.1%をセコムへ譲渡。東芝セキュリティはセコムの連結子会社となると同時に、商号をセコムトセック株式会社へ変更。